# هنگ لهستانی در عثمانی
هنگ لهستانی در عثمانی (لهستانی: Legion Polski w Turcji) واحدی نظامی متشکل از لهستانی‌های مهاجر پس از تجزیه لهستان بود که در استانبول تشکیل یافت تا در جنگ روسیه و عثمانی (۱۸۷۷–۱۸۷۸) همراه با ارتش امپراتوری عثمانی بجنگد. در ابتدا قرن نوزدهم میلادی این واحد نزدیک به ۲۰۰۰۰ نفر را دربرمی‌گرفت. 